# Fenestrulina littoralis
Fenestrulina littoralis is een mosdiertjessoort uit de familie van de Microporellidae. De wetenschappelijke naam van de soort is voor het eerst geldig gepubliceerd in 2009 door Gordon.